# Rhacocleis lithoscirtetes
Rhacocleis lithoscirtetes är en insektsart som beskrevs av Willemse, F.M.H. och L.P.M. Willemse 2005. Rhacocleis lithoscirtetes ingår i släktet Rhacocleis och familjen vårtbitare. Inga underarter finns listade i Catalogue of Life.